# コート・アンド・スパーク
『コート・アンド・スパーク』（Court and Spark）は、ジョニ・ミッチェルが1974年に発表した6枚目のアルバム。
『ローリング・ストーン』誌が選んだ「オールタイム・グレイテスト・アルバム500」（2020年版）において110位にランクされている。

## 概要
1972年11月、5枚目のアルバム『バラにおくる（For the Roses）』が発売。翌1973年、ミッチェルは『コート・アンド・スパーク』の制作のためにほとんどの時間をレコーディング・スタジオで過ごした。ステージに立ったのも、1973年4月にコンコルディア大学で行われたベネフィット・コンサート、8月にカリフォルニア州トパンガのコーラル・クラブで行われたコンサートのみであった。
レコーディングにはジャズ畑のミュージシャンが数多く参加した。トム・スコット率いるL. A. エクスプレスのほか、ザ・クルセイダーズからラリー・カールトン、ウィルトン・フェルダー、ジョー・サンプルが呼ばれた。
B面の最後に収録された「トゥイステッド」は、サックス奏者のワーデル・グレイが1949年に書いた曲にアニー・ロスが詞を付けた作品。
1973年12月に「陽気な泥棒 / コート・アンド・スパーク」が先行シングルとして発売され、アルバムは1974年1月17日に発表された。ビルボードのアルバム・チャートにおいて4週連続で2位を記録し、ゴールドディスクに輝いた。カナダでは1位、イギリスでは14位を記録した。第17回グラミー賞（1975年3月開催）で最優秀アルバム賞にノミネートされた。
見開きジャケット（ゲートフォールド）の絵はミッチェル自身が描いた。内側の写真はノーマン・シーフ（Norman Seeff）が撮影した。

## 収録曲
Side 1
1. コート・アンド・スパーク - Court and Spark - 2:46
2. ヘルプ・ミー - Help Me - 3:22
3. パリの自由人 - Free Man in Paris - 3:02
4. 人間模様 - People's Parties - 2:15
5. 変わらぬ事情 - Same Situation - 2:57

Side 2
1. 丘の上の車 - Car on a Hill - 3:02
2. あなたのもとへ - Down to You - 5:38
3. この汽車のように - Just Like This Train - 4:24
4. 陽気な泥棒 - Raised on Robbery - 3:06
5. トラブル・チャイルド - Trouble Child - 4:00
6. トゥイステッド - Twisted (Annie Ross, Wardell Gray) - 2:21

## 参加ミュージシャン
ミッチェルの公式サイトに拠る。
- ジョニ・ミッチェル - ボーカル、ピアノ、クラビネット（B2）
- ウィルトン・フェルダー - ベース
- マックス・ベネット - ベース（B5）
- ジム・ヒューガート - ベース（A3, A4）
- ラリー・カールトン - エレクトリック・ギター
- ホセ・フェリシアーノ - エレクトリック・ギター（A3）
- ウェイン・パーキンス - エレクトリック・ギター（B1）
- ロビー・ロバートソン - エレクトリック・ギター（B4）
- デニス・バディマー - エレクトリック・ギター（B5）
- ジョン・ゲラン - ドラムズ、パーカッション
- ジョー・サンプル - エレクトリックピアノ
- トム・スコット - 木管楽器
- チャック・フィンドレー - トランペット（B5, B6）
- ミルト・ホランド - チューブラーベル（A1）
- デヴィッド・クロスビー - バッキング・ボーカル（A3, B2）
- グレアム・ナッシュ - バッキング・ボーカル（A3）
- スーザン・ウェッブ - バッキング・ボーカル（B2）
- チーチ&チョン - バッキング・ボーカル（B6）

## スタッフ
- ジョニ・ミッチェル - プロデューサー、カバーの絵
- ヘンリー・レヴィー - サウンド・エンジニア
- バーニー・グランドマン - マスタリング・エンジニア
- アンソニー・ハドソン - アート・ディレクション
- ノーマン・シーフ - 写真（ジャケット内側）